# Pallisa (district)
Pallisa is een district in het oosten van Oeganda. Pallisa telde in 2020 naar schatting 353.400 inwoners op een oppervlakte van 859 km². Van de bevolking woonde 88% op het platteland.
In het district woont een kleine joodse gemeenschap van de Abayudaya.
Het district werd opgericht in 1991. In 2006 en 2010 werd Pallisa opgesplitst en werden nieuwe districten gecreëerd. 

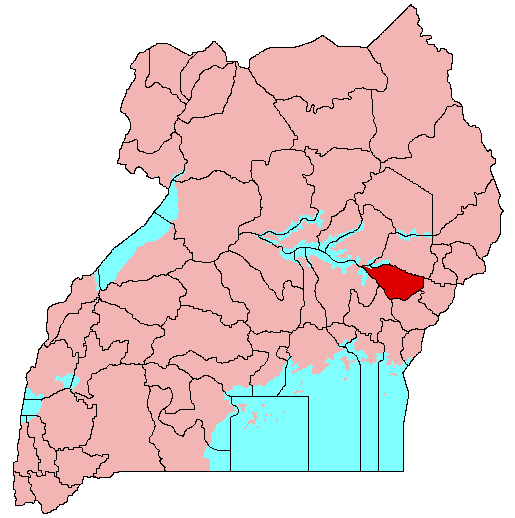
Het district Pallisa, voor het in 2010 werd opgesplitst, had een oppervlakte van 1956 km².